# چرخلان
این کوه با ارتفاع ۳۳۳۰ متر از بلندترین کوه‌های استان کرمانشاه و منطقه ییلاقی روستای بلشت از توابع دینور شهرستان صحنه  است و جزو کوهستان زاگرس محسوب می‌شود. 

## منبع
- وبگاه نشریه جقرافیایی ایران;اکوتوریسم در استان کردستان[پیوند مرده]